# فيكوفورتي
فيكوفورتي مدينة تقع في مقاطعة كونيو شمال غرب إيطاليا، ترتفع عن مستوى سطح البحر 547 متراً، تبعد عن مدينة كونيو 32 كيلومتر إلى الشرق، وتشتهر مدينة فيكوفورتي بمعبد أو كنيسة فيكوفورتي التي بنيت بين عامي 1596 و1733 لتكريم السيدة مريم العذراء، وفي ديسمبر من عام 2017 دفن فيها جثماني الملك فيكتور إيمانويل الثالث ملك إيطاليا وزوجته الملكة إلينا دل مونتينيغرو بعد أن أُعيد جثماناهما من كل من مصر وفرنسا حيث توفيا في المنفى.

## السكان
في سنة 1861 بلغ عدد السكان 2٬926 نسمة، وتطور العدد ليصل في سنة 2011 لـ 3٬167 نسمة.
يظهر هذا المخطط البياني تطور النمو السكاني لـ فيكوفورتي

## وصلات خارجية
- http://www.sda.nagoya-cu.ac.jp/aoki/Papers/IMTCR04.pdf Technical paper about the dome